# はるか (人工衛星)
はるか（第16号科学衛星MUSES-B）とは、宇宙科学研究所（現宇宙航空研究開発機構宇宙科学研究所）が打ち上げた電波天文衛星である。開発・製造は、衛星システムはNEC、大型展開アンテナは三菱電機、日本飛行機が担当した。1997年2月12日にM-Vロケット初号機によって打ち上げられた。
はるかという愛称は実験関係者による投票の結果、「はるかな宇宙の謎に挑む」事から命名された。また、英名愛称であるHALCAは、Highly Advanced Laboratory for Communications and Astronomy（通信と天文学のための非常に高度な研究所）の略とされている。

## 設計
実質的には電波天文衛星であるが、MUSESシリーズであることから分かるように、正式な区分は工学試験衛星である。
衛星の本体は寸法が1.5m x 1.5m x 1.0mの箱型で、その上部に展開式の大型アンテナを搭載している。質量は830kgで、地球を周回する長楕円軌道で運用された。光学系はカセグレン式を採用し、主鏡の最大径は10m（有効径8m）、主鏡から3.4mの高さに副鏡が取り付けられている。主鏡の反射面は金メッキされたモリブデンのワイヤーメッシュでできている。主鏡は、6本の高剛性伸展マストとテンショントラストというケーブルにより構成され、目標鏡面精度は、0.5mm rms であった。また、地上とは、大量のデータをやりとりする必要があり 128Mbps の大容量伝送を実現した。
観測は1.6GHz、5GHz、22GHzの3つの周波数帯で可能である。またVLBIを実施する機器を有し、地球上の電波望遠鏡と連携して世界初のスペースVLBI観測（VSOP計画）を実施した。

## 運用
はるかは1997年2月12日に鹿児島宇宙空間観測所からM-Vロケットにより打ち上げられた。打ち上げ後、観測に使用する周波数帯の1つ（22GHz帯）で感度が大幅に低下していることが判明し、残りの2つの周波数を中心に観測が行われることとなった。2月28日には主鏡の展開が完了して本格的な観測が始まった。
2005年11月30日、残った燃料を投棄した上で、地上より停波指令を発信し、運用を終了した。当初寿命は3年と見積もられていたが、予定を超える8年9ヶ月の運用を達成した。
2006年、VSOP2計画に基づく後継となる電波天文衛星（第25号科学衛星ASTRO-G）への着手が発表されたが、この衛星はアンテナの開発に技術上の困難が生じたため中止となった。